# 15296 Tantetruus
15296 Tantetruus eller 1992 AS2 är en asteroid i huvudbältet som upptäcktes den 2 januari 1992 av Spacewatch vid Kitt Peak-observatoriet. Den är uppkallad efter Geertruida Wijsmuller-Meijer.
Asteroiden har en diameter på ungefär 2 kilometer och den tillhör asteroidgruppen Massalia.